# Януш Кубасевич
Януш Богуслав Кубасевич (пол. Janusz Bogusław Kubasiewicz; 26 грудня 1938, Варшава) — польський політик часів ПНР, член Політбюро ЦК ПОРП, останній в історії партії перший секретар Варшавського комітету ПОРП.

## Партійний апарат
Походив з середовища варшавської інтелігенції. З підліткового віку примикав до молодіжних організацій урядущої компартії, з 1961 року перебував у ПОРП. Був активістом і функціонером Союзу соціалістичної молоді (ZMS), у 1968—1972 роках — секретар правління ZMS (головою ZMS у той час був Анджей Жабинський, представник ортодоксально-комуністичної лінії). У 1969 році, обіймаючи комсомольську посаду, закінчив факультет політології та журналістики Варшавського університету. Януш Кубасевич зараховується до тієї генерації партійних функціонерів, яка формувалася в умовах номенклатурного комфорту та конформізму часів пізнього Гомулки та Герека.
З липня 1976 року до березня 1980 року Кубасевич — функціонер організаційного відділу ЦК ПОРП. У 1980-х роках був членом редакційної ради теоретико-політичного органу ЦК ПОРП «Nowe Drogi».1 квітня 1980 року став першим секретарем Скерневицького воєводського комітету ПОРП. Залишався на цій посаді до 11 січня 1985 року. На цей період припала конфронтація ПОРП з незалежною профспілкою Солідарність і воєнний стан. З травня 1985 року Кубасевича знову переведено у центральний партапарат. Був завідувачем адміністративним та соціально-правовим відділами ЦК ПОРП.

## Варшавський комітет і Політбюро
14 жовтня 1985 року Януша Кубасевича затверджено першим секретарем Варшавського комітету ПОРП. На X з'їзді ПОРП у липні 1986 року введено до складу ЦК. Водночас став кандидатом у вищий орган партійно-державного керівництва — Політбюро ЦК ПОРП. Цей кар'єрний підйом розглядався як наслідок кадрової політики Войцеха Ярузельського — поступова заміна старих кадрів під керівництвом висуванців 1980-х років. Вони мало впливали на партійно-державну політику та дисципліновано голосували за рішення урядущої «Директорії», керівну позицію у якій займали генерали Войцех Ярузельський, Чеслав Кіщак і Флоріан Сивицький, партапаратники Казімеж Барциковський і Мечислав Раковський. Політбюро лише затверджувало рішення неформальної «Директорії», хоча її члени могли формально і перебувати у партійному керівництві (як генерал Михал Янишевський). При цьому сам Ярузельський критично відгукувався про політичні таланти власних висуванців у Політбюро.
Януш Кубасевич проводив консервативний політичний курс, усіляко укріплював систему партійної влади у столиці. Політичні виступи Кубасевича витримувалися у помпезно-догматичному ключі. Він симпатизував «партійному бетону» (така «традиція Жабинського»), був супротивником діалогу та компромісу з «Солідарністю», не приймав Круглого столу. Однак Кубасевич ніколи не вступав у прямий конфлікт з вищим керівництвом. 29 липня 1989 року, вже після перемоги «Солідарності» на альтернативних виборах, Кубасевича кооптовано в Політбюро ЦК ПОРП.
У жовтні 1989 року Кубасевич разом з першим секретарем ЦК ПОРП Раковським (Ярузельський у той час обійняв президентську посаду) побував з візитом у СРСР. Кубасевич зустрівся з першим секретарем Московського міськкому КПРС Львом Зайковим: «Обговорювалися завдання, які стоять на етапі оновлення соціалістичного суспільства перед комуністами Москви та Варшави».

## Відставка
Перебування Януша Кубасевича у вищому партійному керівництві виявилося дуже короткочасним. Створення 24 серпня 1989 року уряду Тадеуша Мазовецького означало фактичне усунення компартії від державної влади. 29 січня 1990 року XI з'їзд ПОРП ухвалив рішення про саморозпуск партії. Таким чином, Януш Кубасевич виявився членом Політбюро останнього складу та останнім головою варшавської парторганізації. Після скасування партії Кубасевич вийшов на пенсію та відійшов від політики.